# Fares Djabelkhir
Fares Djabelkhir (en arabe : فارس جابلخير) est un footballeur international algérien né le 12 octobre 1975 à Oran. Il évoluait au poste d'attaquant,,.
Il compte 8 sélections en équipe nationale entre 2000 et 2001.

## Biographie

### Palmarès
- Championnat d'Algérie de football : 1994
- Supercoupe d'Algérie de football : 1994
- Coupe de la Ligue tunisienne de football : 2002
- Coupe arabe des vainqueurs de coupe  : 2001